# Léolo
Léolo es una película canadiense de 1992, la última dirigida por el realizador quebequense Jean-Claude Lauzon, quien falleció en accidente de aviación en 1997.

## Argumento
Un niño llamado Léo Lauzon (Maxime Collin), atrapado en una realidad demoledora, trata de evitar que el entorno acabe consumiéndolo, dejándose arrastrar al mundo plácido de los sueños y las palabras. En este contexto imagina que es hijo de un tomate italiano fecundado y se hace llamar Léolo Lozone. En medio de una familia socioeconómica y genéticamente destinada a la locura, Léo (Léolo) es el único que se salva de ella. «Porque sueño, yo no lo estoy», repite. La realidad agobiante y desquiciada contrasta con las ensoñaciones e invenciones del niño, poéticas y sugerentes. Además de la familia de Léo, otros personajes marcan su existencia: Bianca, la vecina siciliana de la que está enamorado, o el Domador de Palabras, que recopila versos y frases para salvarlas de la destrucción.
El guion de Léolo es una adaptación libre de la novela L'Avalée des avalés  (en español publicada en 2009 como El valle de los avasallados), primera obra publicada del escritor quebequense Réjean Ducharme.

## Premios
- Espiga de Oro del Festival de cine de Valladolid (1992).
- Prix Génie (Canadá): Mejor Guion Original, Mejor Montaje, Mejor Vestuario
- Toronto International Film Festival: Mejor Película Canadiense
- Vancouver International Film Festival: Mejor Guion Canadiense

- Datos: Q1879405